# Elcarmenia engelhardi
Elcarmenia engelhardi är en mångfotingart som beskrevs av Kraus 1954. Elcarmenia engelhardi ingår i släktet Elcarmenia och familjen Holistophallidae. Inga underarter finns listade i Catalogue of Life.